# River Grove
River Grove – wieś w Stanach Zjednoczonych, w stanie Illinois, w hrabstwie Cook.